# مضاد ذبحة

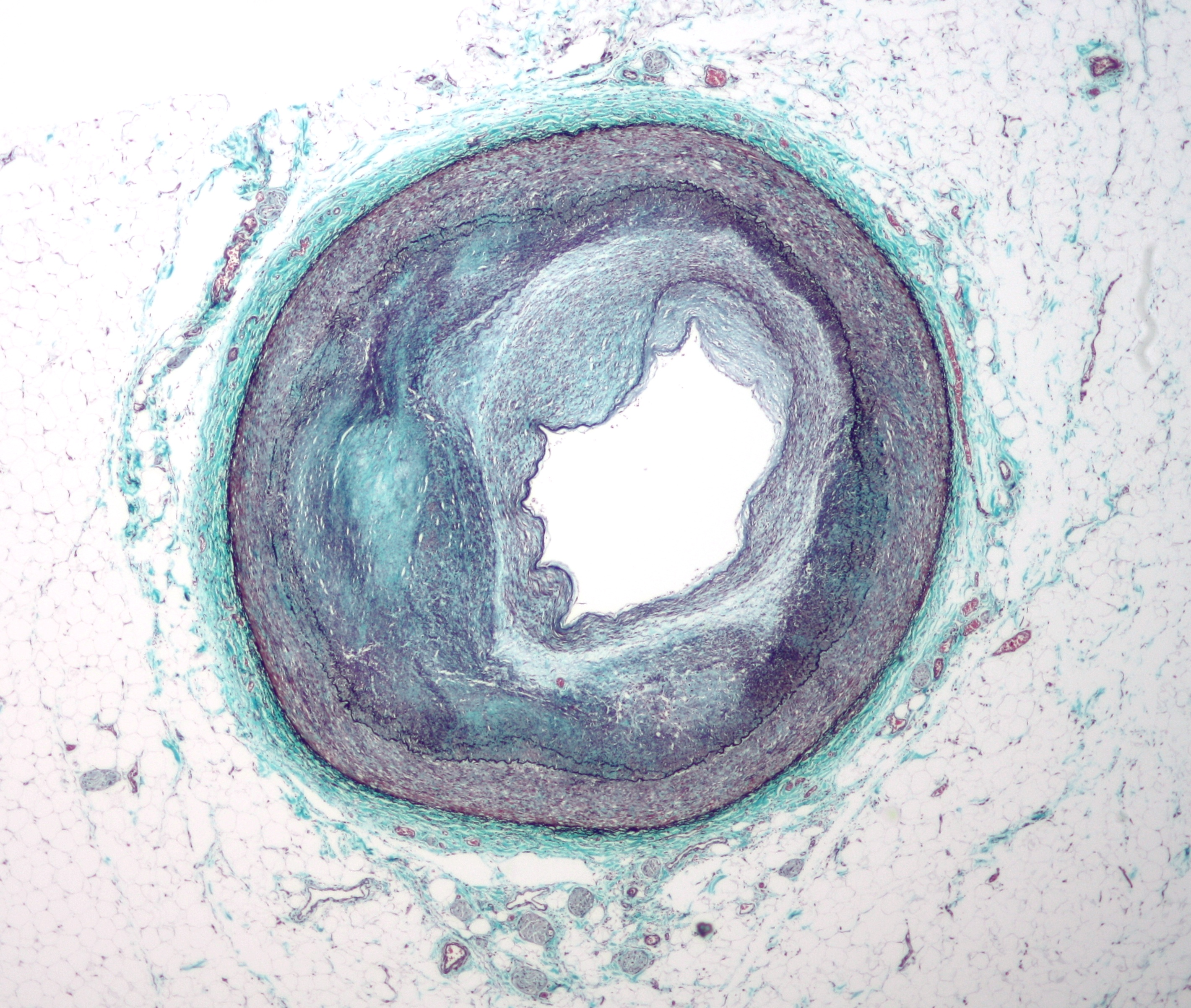

مضاد الذبحة هو الدواء الذي يستعمل في علاج الذبحة الصدرية التي تعد من أعراض داء القلب الإقفاري.

## أنواع الذبحة الصدرية
- الذبحة المستقرة، تدعى أيضًا الذبحة الصدرية المتعلقة بالجهد، وتشير هذه الذبحة إلى الذبحة الكلاسيكية المتعلّقة بإقفار عضلة القلب.
- الذبحة اللامستقرة، تحدث الذبحة المستقرة حتى في وقت الراحة تختلف عن شعور الذبحة العادية وتكون غير متوقعة.
- ذبحة برنزميتال، المعروفة أيضًا باسم ذبحة صدرية مخالفة للمعتاد، وهي متلازمة تشمل ذبحة صدرية (ألم قلبي في الصدر) بصورة دورية أثناء الراحة. تحدث ذبحة برنزميتال نتيجة لتشنج وعائي

## الأمثلة على مضادات الذبحة

### الموسعات الوعائية النترية
تتسبب النترات بتوسيع وعائي، ومن أمثلتها:
- نيتروغليسرين
- رباعي نترات خماسي ايريثريتول
- آيزوسوربايد ثنائي النترات
- آيزوسوربيد أحادي النترات

### محصرات البيتا
تستعمل محصرات البيتا في الوقاية من الذبحة الصدرية من خلال تقليل حاجة العضلة القلبية للأكسجين. يجب منع استعمالها بها في حالة الذبحة الصدرية المخالفة للمعتاد لأنها قد تساهم في قصور القلب. كما يجب منع استعمالها في حالات الربو لأنها تسبب التضيق القصبي. كما يجب تجنبها في حالات السكري لأنها تخفي أعراض نقص سكر الدم. ومن أمثلتها:
- محصرات بيتا الانتقائية للقلب مثل أسيبوتولول وميتوبرولول
- محصرات بيتا غير الانتقائية مثل أوكسبرينولول وسوتالول

### محصرات قنوات الكالسيوم
تستعمل محصرات قنوات الكالسيوم في علاج الذبحة المستقرة والذبحة الصدرية المخالفة للمعتاد، لكنها لا تستعمل في علاج الذبحة اللامستقرة. ومن أمثلتها:
- من مجموعة ثنائي هيدرو البيريدين، مثل أملوديبين ونيفيديبين
- أخرى مثل ديلتيازيم وفيراباميل.